# Canadian Open 1959
Die Canada Open 1959 im Badminton fanden im März 1959 in Québec statt. Die Endspiele wurden am 29. März ausgetragen. Die Titelkämpfe waren in diesem Jahr sowohl die nationalen als auch die internationalen Meisterschaften Kanadas.

## Finalergebnisse
| Disziplin    | Sieger                   | Finalist                              | Ergebnis            |
| ------------ | ------------------------ | ------------------------------------- | ------------------- |
| Herreneinzel | Tan Joe Hok              | Charoen Wattanasin                    | 15-4, 15-10         |
| Dameneinzel  | Judy Devlin              | Sue Devlin                            | 11-1, 12-10         |
| Herrendoppel | Lim Say Hup Teh Kew San  | Thanoo Khadjadbhye Charoen Wattanasin | 10-15, 15-13, 15-13 |
| Damendoppel  | Sue Devlin Judy Devlin   | Marjory Shedd Joan Hennessy           | 15-3, 15-1          |
| Mixed        | Don P. Davis Judy Devlin | Bill Purcell Marjory Shedd            | 11-15, 15-3, 15-10  |